# Grote trom
Een grote trom of Turkse trom (Italiaans: Gran Cassa) is slagwerk uit de groep der membranofonen. Het instrument bestaat uit een holle cilinder van ca. 70 tot 100 centimeter doorsnede en in de regel zo'n 40 tot 50 centimeter diepte dat aan een of beide zijden is bespannen met slagvellen. Behalve in fanfares en harmonieorkesten wordt vaak slechts één slagvel benut.
De grote trom wordt verticaal of een beetje schuin opgehangen in een statief. De grote trom wordt typisch met een korte zachte stok bespeeld, waarvan de kop met vilt of leer is overtrokken. Het ritme is vaak niet snel. Voor een roffel wordt een stok gebruikt, die aan beide koppen met vilt of leer is overtrokken, of twee stokken.
Met pauken en bekkens vormt de grote trom vanaf de romantiek een vaak voorkomende slagwerkbezetting in symfonische muziek. Het instrument is waarschijnlijk door de Turken naar Europa gebracht. Mozart heeft de grote trom voor het eerst in het symfonieorkest gebruikt Die Entführung aus dem Serail.
In marcherende orkesten zoals fanfares wordt de grote trom niet in een statief gemonteerd maar met riemen voor de buik gedragen. Deze troms zijn dan ook typisch kleiner uitgevoerd dan de symfonische varianten. Ook wordt de grote trom hier meestal aan twee zijden bespeeld.
In de lichte muziek is een op de grond geplaatste grote trom een onderdeel van een drumstel, en wordt dan vaak bassdrum genoemd. De bassdrum wordt met een pedaal bespeeld.

## Varianten
- Tupan, een Turkse variant
- Grosse-caisse